# 正港奇片
正港奇片（KIPEN）是台灣網路漫畫創作者，主要作品為短篇KUSO漫畫。正港奇片表示學生時期便很喜歡在課本上塗鴉，從2013年起開始在網路上發表自行創作；或是由他擔任原作、由L鼻作畫的短篇搞笑漫畫，由於內容天馬行空又餘韻無窮而逐漸受到歡迎，並得以出版成冊。亦與其它漫畫家合作推出具有對戰功能的LINE貼圖。

## 著作
| 日期          | 書名                                       | 繪者 | 出版社 | ISBN          |
| ------------- | ------------------------------------------ | ---- | ------ | ------------- |
| 2014年7月1日  | 《失戀救星．正港奇片》                     | L鼻  | 世茂   | 9789865779399 |
| 2015年12月3日 | 《看漫畫的小孩不會變壞，看奇片漫畫的才會》 | L鼻  | 世茂   | 9789869232760 |

## 外部連結
- 正港奇片的Facebook專頁
- 正港奇片的Plurk專頁
- 正港奇片漫畫娛樂誌 （页面存档备份，存于）